# San Romualdo
San Romualdo var en kyrkobyggnad i Rom, helgad åt den helige abboten Romuald, som grundade kamaldulensorden i början av 1000-talet. Kyrkan var belägen vid dagens Via Cesare Battisti i närheten av Piazza Venezia i Rione Trevi.

## Historia
Kamaldulensorden hade etablerat sig vid kyrkan San Nicola de Forbitoribus nära Via del Corso. Jesuitorden införskaffade år 1631 marken från kamaldulensorden i utbyte mot en markegendom vid Piazza Venezia. Jesuiterna lät riva kyrkan San Nicola och kamaldulenserna lät påföljande år uppföra kyrkan San Romualdo på den nya platsen.
Den enskeppiga interiören hade absid och tvenne sidokapell, invigda åt Korsfästelsen respektive Jungfru Marie besök. Högaltarmålningen Den helige Romuald av Andrea Sacchi förvaras numera i Pinacoteca Vaticana. 
Kyrkan San Romualdo och dess kloster exproprierades år 1873 av italienska staten. Fem år senare breddades gatan vid kyrkan och den revs då. Ferruccio Lombardi anger dock 1908 som kyrkans rivningsår. I början av 1900-talet sanerades området ytterligare; bland annat uppfördes Palazzo delle Assicurazioni Generali.

## Bilder
| - Högaltarmålningen Den helige Romuald av Andrea Sacchi. |